# Estádio Vitorino Gonçalves Dias
Estádio Vitorino Gonçalves Dias – stadion wielofunkcyjny w Londrina, Parana, Brazylia, na którym swoje mecze rozgrywa klub Londrina Esporte Clube.

## Ciekwaostki
- Pierwsza bramka: Alaor (Londrina)